# 马摠
马摠（？—823年），或为马惣，字会元，扶风（陕西宝鸡扶风县）人，中国唐朝中期的藩镇节度使，后入朝为检校右仆射、兼户部尚书。

## 簡介
祖父马光粹，郑州荥阳县令。父马侅，吉州刺史。
唐德宗贞元（785年—805年）年间在义成军节度使姚南仲幕府中为从事。姚南仲與監軍薛盈珍不睦，後被薛盈珍上書罢官，馬摠亦贬為泉州别驾，福建观察使柳冕为討好薛盈珍，想要杀他，被刺史穆赞所救。后改任恩王傅。
元和初年（806年），迁虔州刺史。四年（809年），充安南都护、本管经略使。八年（813年），转桂州刺史、桂管经略观察使，入为刑部侍郎。十二年（817年），参与讨伐淮西吴元济，继任蔡州刺史、淮西（彰义军）节度使。十三年，转许州刺史、忠武军节度、陈许溵等州观察处置等使。十四年，改华州刺史、潼关防御、镇国军等使。迁检校刑部尚书、郓州刺史、天平军节度、郓曹濮等州观察等使。入为检校尚书右仆射、兼户部尚书。长庆三年（823年）卒，赠尚书左仆射，谥曰懿。著有《奏议集》、《年历》、《通历》、《子钞》（即《意林》）等书百余卷。
夫人荥阳郑氏，封荥阳县君。继室王氏，封太原郡夫人。长子马全庆，官至太子舍人、衢王友。

## 延伸阅读
[在维基数据编辑]
 在维基文库阅读此作者作品（ 在维基共享资源阅览影像）
 《舊唐書·卷157》，出自刘昫《舊唐書》